# Joseph Marin de La Malgue
Joseph Marin de La Malgue est un officier dans les troupes de la Marine et explorateur, baptisé à Montréal le 5 février 1719, fils de Paul Marin de la Malgue et de Mane-Joseph Guyon Desprez, décédé en 1774 à la baie d’Antongil, Madagascar.
Appelé Sieur de Saint-Martin, ses relations de parenté avec Pierre de Rigaud de Vaudreuil l'avaient rendu très influent dans la colonie. Certains disent qu'il fut le coureur des bois le plus brave de son époque.